# Dridu
Dridu é uma comuna romena localizada no distrito de Ialomiţa, na região de Muntênia. A comuna possui uma área de 58.00 km² e sua população era de 3443 habitantes segundo o censo de 2007.